# منوت-پلانژ
منوت-پلانژ (به فرانسوی: Meunet-Planches) یک کمون در فرانسه است که در اندر واقع شده‌است. منوت-پلانژ ۲۶٫۷۳ کیلومتر مربع مساحت و ۱۹۵ نفر جمعیت دارد و ۱۴۵ متر بالاتر از سطح دریا واقع شده‌است.